# Johann Wilhelm Krause

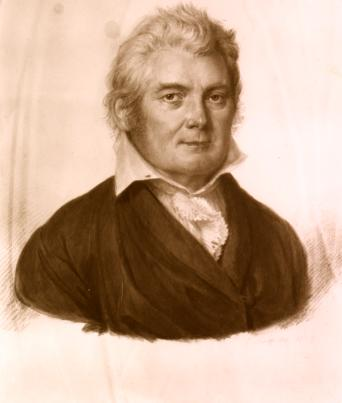
Johann Wilhelm (von) Krause

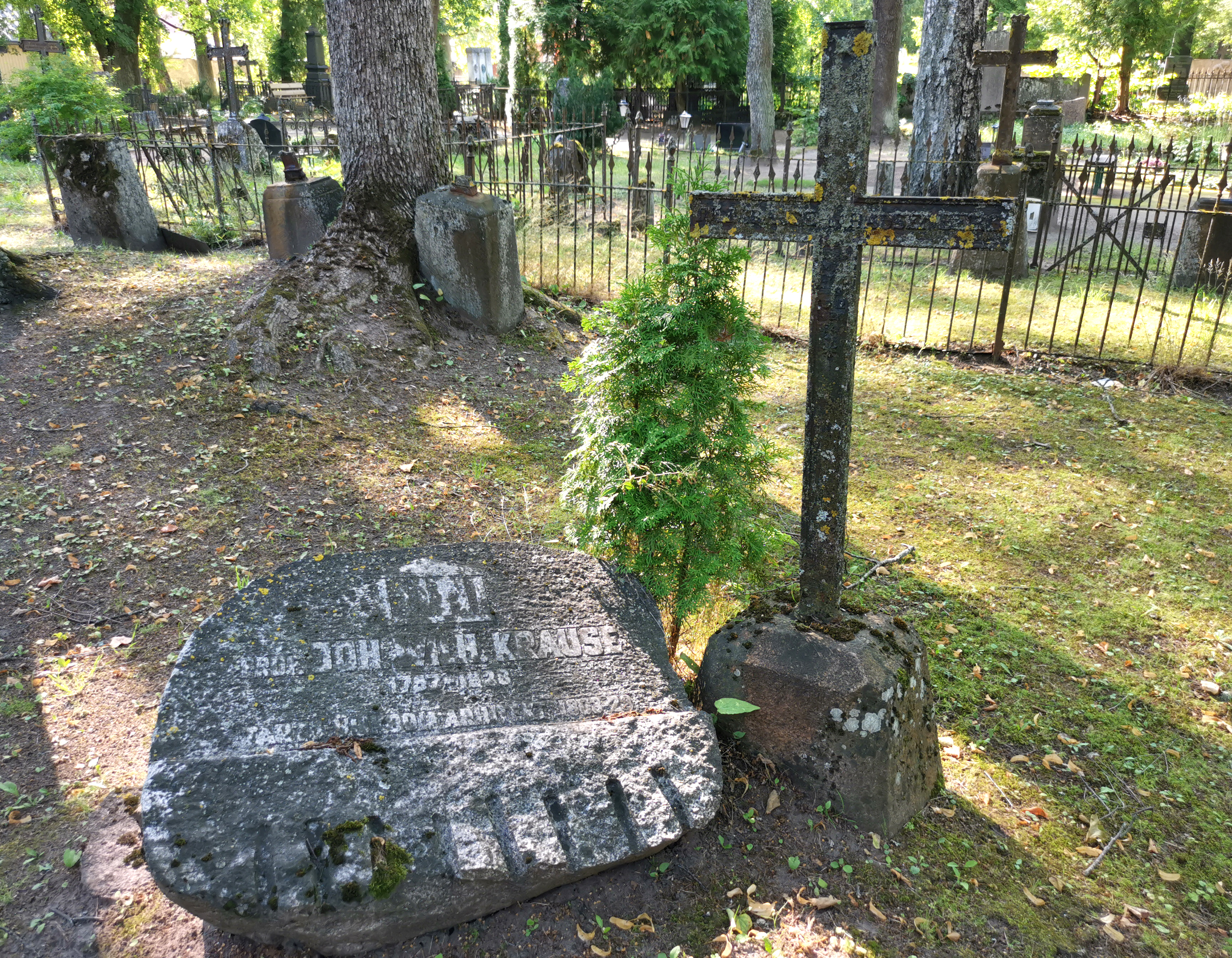
Grab auf dem Friedhof Tartu (Raadi kalmistu)

Johann Wilhelm von Krause (* 1. Juli 1757 in Dittmannsdorf, bei Waldenburg, Schlesien; † 10. Augustjul. / 22. August 1828greg. in Dorpat) war ein deutscher Hofmeister, Architekt der Kaiserlichen Universität Dorpat im Gouvernement Livland, und dort Professor für Agronomie, Technik und zivile Architektur.

## Leben
Johann Wilhelm Krause stammte aus einer protestantischen Gutsbesitzerfamilie ursprünglich in Böhmen und Mähren, deren bekannte Stammreihe mit Sigismund Krause (* 1727; † 1773), Forstmeister von Fürstenstein bei Waldenburg, beginnt. Er besuchte die Dorfschule in Dittmannsdorf, danach Gymnasien in Brieg und Zittau (1777). 1778 bis 1781 studierte er Theologie in Leipzig. 1781 bis 1783 war er in fürstlich anhalt-zerbst. Militärdienst und nahm auf englischer Seite am nordamerikanischen Unabhängigkeitskrieg teil. 1784 siedelte er nach Livland über, wo er bis 1796 Hofmeister war, so beim Baron Peter Delwig in Adsel-Neuhof, bei Kreismarschall Gottfried Chr. von Kahlen in Seltinghof und beim Grafen August von Mellin in Kolzen. 1791 reiste er nach St. Petersburg, 1797–1797 mit dem Freund Karl Gotthard Grass (* 1767; † 1814) durch Deutschland und die Schweiz. Am 23. Oktober 1797 heiratete er in Kolzen, Livland, Juliane von Hausenberg (* 22. Mai 1771 in Wolmarshof; † 12. Juli 1843 in Dorpat; ⚭ I. 1786 NN. Steingötter, Ratsherr in Riga; † April 1794) Tochter des Kaiserlich russischen Hofrats Valentin Gottlieb von Hausenberg, Arrendators von Neu-Ottenhof, und der Helene Wendel. 1797 bis 1805 bewirtschaftete er sein eigenes Gut Kipsal bei Cremon (heute Krimulda, nahe Sigulda, Lettland). 1803 wurde er zum Dr. phil. h. c. und Professor für Agronomie, Technik und zivile Architektur und Baudirektor an der 1802 gegründeten Kaiserlichen Universität Dorpat berufen, es folgte 1809 der russische erbliche Adelsstand, der Orden des Heiligen Wladimir 4. Klasse und der Kaiserlich russische Staatsrat (1823).

## Lebenswerk

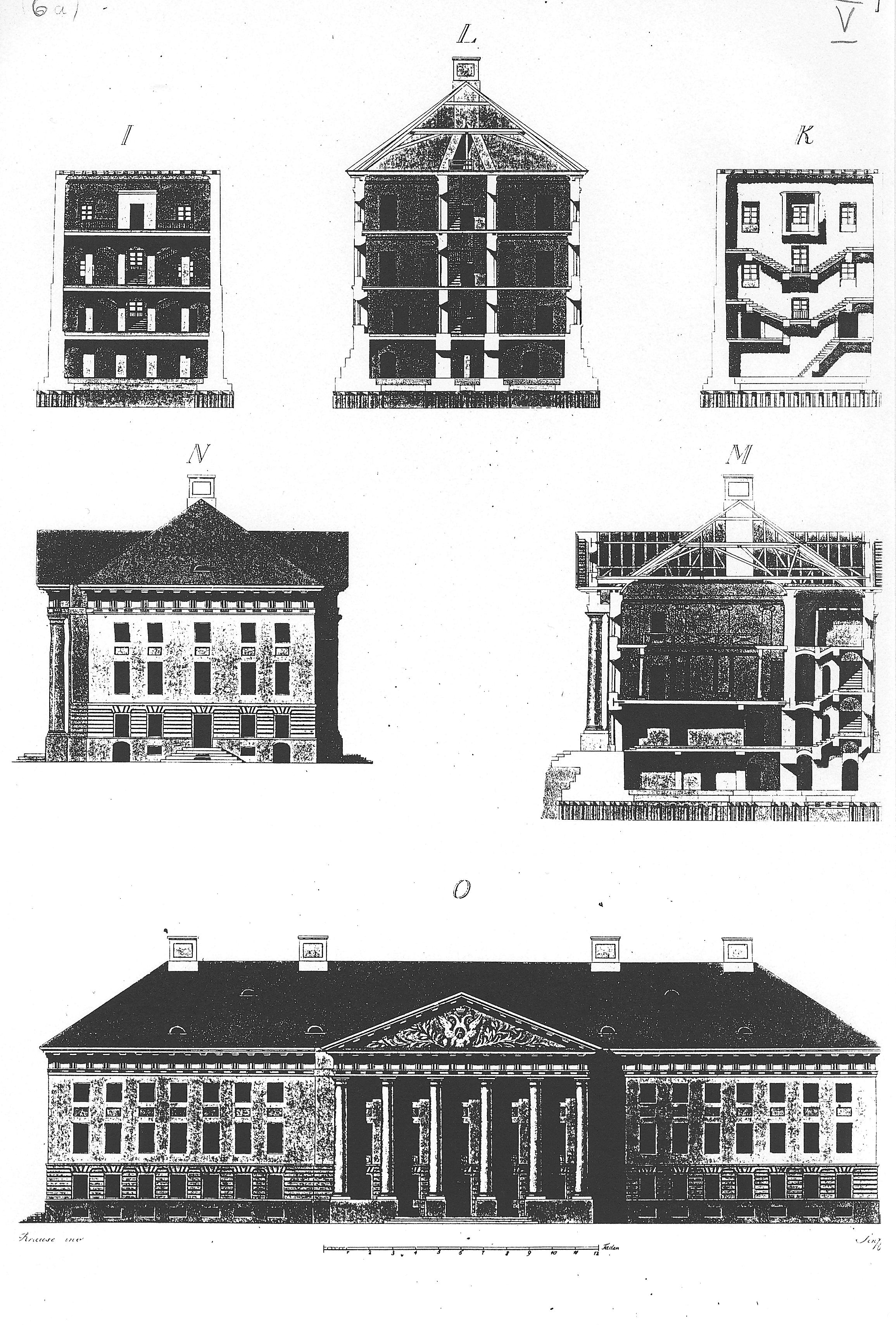
Risszeichnungen Hauptgebäude

In den Jahren 1803 bis 1823 entstanden die wichtigsten Bauten der Universität Dorpat nach den Plänen des Johann Wilhelm Krause: Die Bibliothek in der Domruine, die Klinik in der ehemaligen Kaserne, das klassizistische Hauptgebäude der Universität, die Sternwarte, das Anatomicum (richtungweisend für mehrere spätere anatomische Theater in Europa) und das Palmenhaus im Botanischen Garten. Bis auf Letzteres bestehen diese bis heute, das Anatomicum wurde bis in die 1990er Jahre im regulären Universitätsbetrieb genutzt.
Weitere Zivilbauten: Mausoleum der Familie von Vietinghoff im Park der Anlage Marienburg in Lettland, 1832;

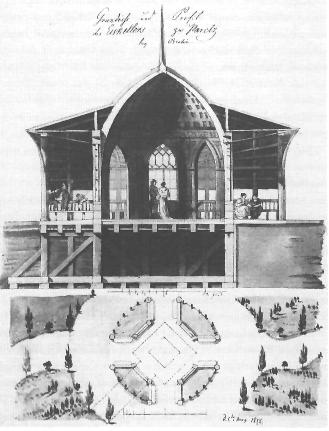
Entwurf für einen Pavillon mit Eiskeller

Während seines ganzen Lebens zeichnete und malte Krause: 1797 entstanden die Illustrationen zum Atlas von Liefland des L.A. Grafen Mellin (1798 erschienen); als Studienmaterial erstellte er eine Vielzahl von Architekturzeichnungen und Skizzen, die mit über 1000 weiteren Landschaftszeichnungen in Sepia, Tusche und Stift im Archiv der Universitätsbibliothek Tartu aufbewahrt werden.
Veröffentlichungen:
- Englisches Lesebuch in Prose und Gedichten für Anfänger : Mit einem vollständigen Wörterbuche und einer kurzen englischen Grammatik / Herausgegeben von Johann Wilhelm Krause. - Dresden ; Leipzig : Richter, 1792.
- Livland nach der Eintheilung Heinrich des Letten und zu den Zeiten der Bischöffe u. Ordensmeister bis 1562 [Kaart] / Entworffen von W. C. Friebe – gezeichnet von J. W. Krause – gestochen von F. Ramberg; Riga, Leipzig; 1798; bei Johann Friedrich Hartknoch.
- Öconomie und Architectur. Eine Skizze über den wechselseitigen Einfluss derselben auf Gemeinwohl, als Antrittsrede gehalten den 13ten Junius 1803 von Johann Wilhelm Krause, ordentlichem Professor der Öconomie, Technologie, Forstkunde und bürgerlichen Baukunst, an der Kayserlichen Universität zu Dorpat. Dorpat, gedruckt bey Michael Gerhard Grenzius, Universitätsbuchdrucker
- Uebersicht der bürgerlichen Baukunst in Tabellen zum Behuf akademischer Vorlesungen / entworfen von Johann Wilhelm Krause;  Dorpat, 1806; Druck: Michael Gerhard Grenzius, Dorpat.
- Uebersicht der Landwirtschaft in Tabellen zum Behuf akademischer Vorlesungen / entworfen von Johann Wilhelm Krause; Dorpat, 1806; Druck: Michael Gerhard Grenzius, Dorpat.
- Handschriftliche Memoiren: 10 Bände, mit Skizzen, erhalten in der Universitätsbibliothek Tartu. Eine Kopie hiervon, und weitere Bilder, bewahrt das Staatsarchiv Riga auf.

## Eine literarische Biografie
Die Karriere eines Architekturprofessors oder Universitätsbaumeisters war ihm von Haus aus nicht auf den Leib geschrieben. Am 1. Juli 1757 in Dittmannsdorf bei Schweidnitz, Niederschlesien, geboren war er ein Kriegskind, dem der Siebenjährige Krieg mit seinen Folgen übel mitspielte. Noch ehe er das Gymnasium in Brieg beenden konnte, verlor er beide Eltern. Sein Vater war Forstmeister, zuvor vermögend, sein verwaister einziger Sohn musste sich aber selbst durchbringen. Widerwillig wurde er Schreiberlehrling in der Kanzlei seines Schwagers. Verwandte, die er als übelwollend empfindet, überwachten sein Wohlverhalten.
Mit 16 Jahren erschien ihm die Situation unerträglich. Mit leichtem Gepäck und dem Vorsatz, „alles, was er wird, nur aus eigner Kraft zu werden“, verließ er die Heimat. Er machte es sich zur Gewohnheit, Erlebtes in täglichen kurzen Notizen festzuhalten. Diese „Pappiere“ dienten ihm im letzten Jahrzehnt seines Lebens als Ausgangspunkt zur Niederschrift der zehnbändigen Erinnerungen, in deren zweiten Band er die Wanderschaft durch Schlesien und Sachsen minutiös beschrieb.
Er erreichte Dresden, wo er erstmals mit großer Architektur in direkte Berührung kam. Er war nachhaltig beeindruckt. Weil ihm das Geld ausgegangen war, versuchte er im Hafen auf einem Schiff nach Hamburg anzuheuern, um dem Traum von Amerika näherzukommen. Jedoch war keiner der Kapitäne an einer Mitarbeit des schmächtigen Bürschchen interessiert. In die Länge ist er auch später nicht gewachsen, er blieb „der Knurps“. Ein Thema, das im weiteren Verlauf immer wieder als Negativum anklingt. Auch die beiden anderen Themen, die hier erschienen: „Architektur“ und „Amerika“, blieben ihm fernerhin erhalten.
Immer wieder nahmen sich Menschen des unerfahrenen Jünglings an. In vielen Familien fehlte der Sohn, der im Krieg gefallen war, so traf der Elternlose auf Wohlwollen und Hilfsbereitschaft, auch auf Rat und Weisung. Der von der Herrnhuter Gemeinde beeinflusste Töpfermeister Reichel in Zittau nahm ihn 1774 für drei Jahre in sein Haus auf, um ihm den Abschluss des Gymnasiums zu ermöglichen. Seine Bareinkünfte ergaben sich aus zahlreichen Unterrichtsstunden, die er in Häusern mit Kindern im Vorschulalter erteilte, so wie es dort gebräuchlich war. Für die Kinder des Stadtbaumeisters Christian Ephraim Eschke wurde nicht in Geld bezahlt, Krause ließ sich seinerseits im „Risse“ Zeichnen unterrichten. Die im Krieg zerstörte Johanniskirche befand sich im Wiederaufbau, der von Krause mit glühendem Interesse verfolgt wurde. Die Johanniskirche wurde später von dem Sohn Eschkes, Karl Christian, fertiggestellt. Ähnlichkeiten im Baustil lassen erkennen, dass dieser und der etwas ältere Krause die Kunst des Bauzeichnens bei „Vater Eschke“ gelernt haben.
In der Stadtbibliothek war er bald „Kind im Hause“, als Helfer und eifriger Benutzer. Geographie, Geschichte, Architektur, Naturwissenschaften zogen ihn an. Ein zeitweilig in Zittau stationiertes preußisches Regiment ergab Kontakte der Gymnasiasten zu den Offizieren. Was er von diesen an militärwissenschaftlicher Literatur geliehen bekommen konnte, arbeitete er konsequent durch. Auch im Ausarbeiten und Halten von Predigten versuchte er sich mehrfach, nachdem bei der morgendlichen Schulandacht von den Schülern reihum Exegesen vorgetragen wurden. Das Bildungsniveau in den Häusern, zu denen er Zutritt hatte, war beachtlich, angefangen mit dem Haus seines Pflegevaters, der einem großen und traditionsreichen Handwerksbetrieb vorstand.
Nach einem kurzen Ausflug in militärische Gefilde – er konnte sich nicht zwischen Militär und Theologie entscheiden – rückte er drei Jahre später als Theologiestudent in Leipzig ein. Weitere Unterstützung durch die Zittauer Freunde hatte er stolz abgelehnt. Das Stundengeben erwies sich hier aber als wenig einträglich, auch die Familie in Schlesien verweigerte weitere Unterstützung. Drei Hungerjahre hielt er in Leipzig aus, dann beschloss er, Soldat zu werden. Von Zerbst nach Jever in Ostfriesland marschierte das anhalt-zerbstische Regiment, das für England in den amerikanischen Freiheitskrieg sollte. In Jever fand er wieder Gönner, die ihm eine Sonderausbildung ermöglichten. Es ging um Landvermessung, Kartenskizzen und auch Befestigungsprobleme. Bei der ersten sich bietenden Gelegenheit jedoch ließ er sich nach Übersee einschiffen.
Die 82 Tage dauernde Fahrt nach Halifax war ernüchternd und hart, viele überlebten sie nicht. Dann schipperte man nach Long Island. Krause war Artillerist und Feuerwerker. Auf Grund seines Bildungsgrades wurde ihm die Beförderung in den Offiziersrang in Aussicht gestellt. Krause, der sich nicht andiente oder Beziehungen ausnutze, wurde aber mehrfach übergangen. Dabei wurde er immer wieder mit besonderen Aufträgen betraut und genoss das Vertrauen kompetenter Vorgesetzter.
Der Krieg näherte sich bereits seinem Ende, auf Long Island wurde aber noch gekämpft. In einer Rückblende als Bericht eines deutschen Kameraden baute Krause den Verlauf des ganzen Feldzuges in seine Erinnerungen ein. Der junge Freiheitsfanatiker und Aufklärer bemerkte allmählich, dass seine Sympathien den Amerikanern gehörten. Daran änderte auch die Beförderung zum Leutnant nichts. Nach dem Waffenstillstand war er noch wochenlang im nördlichen Kriegsgebiet unterwegs mit dem Auftrag, den Verlauf der geschlagenen Schlachten vor Ort zeichnerisch festzuhalten (zu kartographieren). 1782 bis 1784 hielt Krause sich in Nordamerika auf, der Krieg endete 1783 mit dem Friedensschluss von Versailles. Wieder nach Jever verfrachtet, nahm der 27-Jährige seinen Abschied. In Amsterdam betätigte er sich kurz als Gehilfe des Oberbaumeisters.
Es wurde ihm zu einer neuen militärischen Karriere in Russland geraten. Der Abenteuergeist war noch nicht erloschen, und er schiffte sich nach Libau und Riga ein. Dort erfuhr er, dass Militärdienste eine persönliche Bewerbung in St. Petersburg voraussetzten. Für diese damals schwierige Reise fehlten ihm die Mittel. Was sich dem Neuankömmling aber bald anbot, waren Hofmeisterstellen. Livland hatte sich vom Nordischen Krieg erholt, an Bildung bestand Nachholbedarf. Unter vielen Vorbehalten innerer und äußerer Art ließ Krause sich anwerben. Eine Reise nach Petersburg klappte erst 1791, wo er aber zur Überzeugung gelangte, dass eine militärische Karriere ohne Beziehungen aussichtslos war. Auf dieser Reise übernachtete er erstmals in Dorpat, ohne besonders günstige Eindrücke zu empfangen. Die Stadt hatte sich von den Verwüstungen im Kriege und von einem Brand vor zehn Jahren noch nicht erholt. In Petersburg wäre er gern geblieben, er durchwanderte es in jeder Richtung. „Eine Welt vom elendesten Loche bis zum erhabensten Meisterwerke der Kunst ... doch war ich voll Liebe zu all dem trefflichen, voll brennenden Verlangens, auch etwas tun und wirken zu können“ schrieb er in seinen Memoiren.
Die insgesamt zwölf Jahre Hofmeisterdasein boten ihm keine solchen Möglichkeiten. Die Abhängigkeit von der jeweiligen Familie frustrierte ihn in zunehmendem Maße. Im Hause des Grafen Mellin, seiner dritten und letzten Stelle, ergab es sich allerdings, dass er an einem Werk beteiligt wurde, das Jahrhunderte überdauert. Im Mellinschen Atlas von Est- und Livland, dem ersten in seiner Art, sind Kartenskizzen von Krause enthalten. Titelblatt und Vignetten sind ebenfalls sein Werk. Dessen Herausgabe wurde dem Verleger Johann Friedrich Hartknoch in Riga allerdings zum Verhängnis. Die russische Zensur äußerte Beanstandungen (Mellin war Aufklärer und Reformer), Hartknoch verlegte den Druck nach Deutschland, wurde aber in der Folge des Landes verwiesen.
Auch in seiner Freizeit war das Zeichnen Krauses liebste Beschäftigung. Erziehung und Bildung der Kinder, die ihm anvertraut wurden, betrieb er überlegt und gewissenhaft, oft ohne wirkliche Unterstützung seitens der Eltern. Seine Freunde waren Kollegen von den benachbarten Gütern. Es ist bekannt, dass diese Generation reichsdeutscher Hofmeister der deutschen Kultur im Baltikum nach deren Niedergang im Nordischen Kriege zu neuer Blüte verholfen hat.
Der Jahreslauf brachte meistens eine Familienreise nach Riga. Dann nahm Krause sich die Zeit, ausgiebig in Hartknochs Buchhandlung einzukehren, der ihn in seinem Lager schmökern ließ. Den Damen vorzulesen gehörte oft mit zu seinen Obliegenheiten. Wegen der kräftigen Stimme und der deutlichen Aussprache riet man ihm, an die Pastorslaufbahn zu denken. Sein Interesse ging aber mehr in Richtung Landwirtschaft. Er hatte jahrelang die Abläufe auf den Gütern kritisch beobachtet und wollte gerne selbst versuchen, ein Stück Land zu bearbeiten. 1796 unternahm er zuerst noch eine Reise nach Deutschland, über Leipzig bis nach Zürich. Den Traum, Italien zu sehen, konnte er sich nicht erfüllen, obwohl Palladios Bauwerke ihn besonders interessierten. Heimgekehrt erwarb er vom Grafen Mellin das Gut Kipsal bei Kremon, heiratete Juliane Steingötter, geb. Hausenberg und wurde praktischer Landwirt.

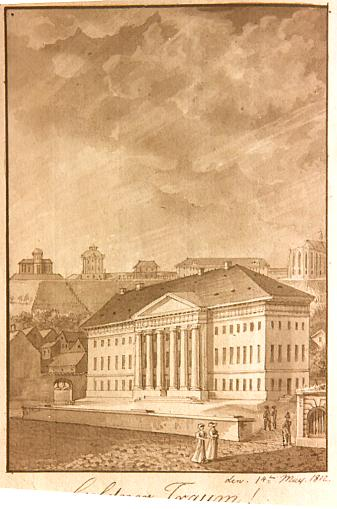
Universität Dorpat

Die Wiedergründung der Universität in Dorpat 1802 unter dem Rektorat seines Schwagers Georg Friedrich Parrot gab Krause Gelegenheit, seine Kenntnisse in der Architektur zu beweisen: Er wurde zum Architekten für die Schaffung der erforderlichen Räumlichkeiten der Universität berufen. Es entstanden die wichtigsten Gebäude der neuen deutschen Hochschule.
In der Folge wurde Krause ordentlicher Professor für Agronomie, Technik und zivile Architektur an der Universität und hatte daneben Gelegenheit, einige Gutshäuser im damaligen Livland zu errichten. Auch Entwürfe für landwirtschaftliche Gebäude sind erhalten. Der russische Zar erhob ihn in den erblichen Adelsstand, er wurde Ritter des Wladimir-Ordens 4. Klasse (1809) und Staatsrat (1823).
Zeitlebens hatte Krause zwei Leidenschaften: Seine Tagebücher und seine Zeichnungen. Aus den Tagebüchern entstanden zehn Bände handschriftlicher Lebenserinnerungen, die im Original in der Bibliothek der Universität Dorpat aufbewahrt werden. Ebenso befinden sich dort weit über 1000 Zeichnungen und Stiche, die zunehmend in den Online-Katalog der Universitätsbibliothek aufgenommen werden. Im Nekrolog, der 1828 zur akademischen Trauerfeier verfasst wurde, heißt es über Krause:

„Wenn man einen, oft zweideutigen, weil verbreiteten Ruf nicht zum einzigen Maasstabe der Achtung braucht, die wir den Hingeschiedenen zollen, sondern Gründlichkeit und Kenntnisse, rastlose nützliche Thätigkeit, Genialität und Charaktergröße berücksichtigt: so wird Livland über den Verlust eines Mannes trauern, den es in diesen Tagen verlor, und folgende biographische Notizen mit wahrer Theilnahme lesen…“